# ハイパーインフレーション

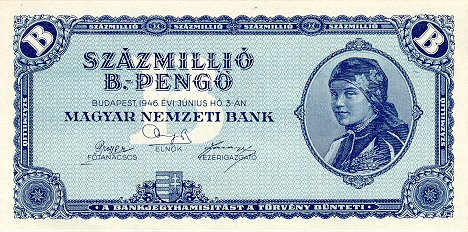
ハイパーインフレに陥っていた1946年のハンガリーで発行された、1垓（10^{20}）ペンゲー紙幣。これまでに世界で発行された最大の額面紙幣とされる。

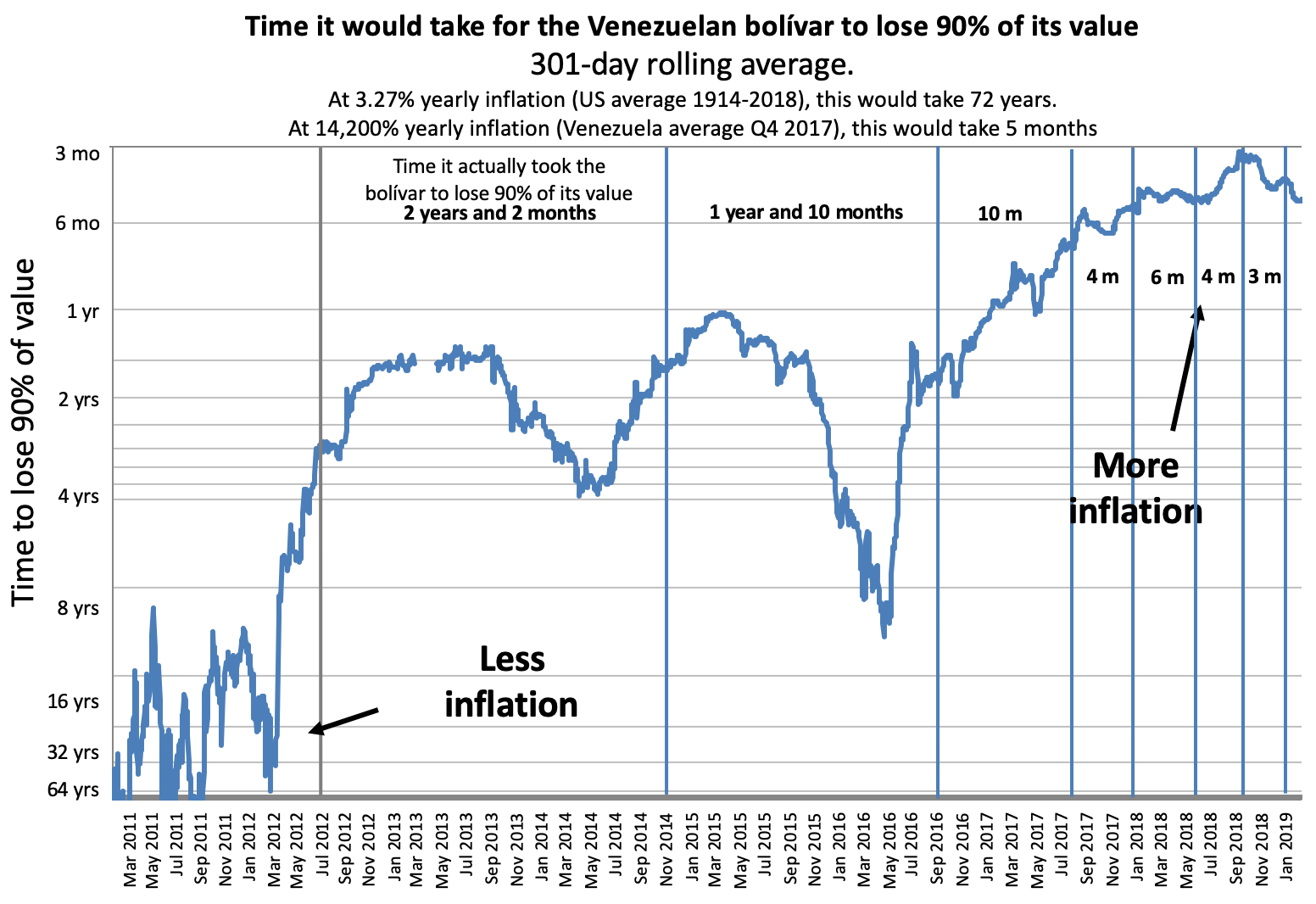
ベネズエラのハイパーインフレは、お金がその価値の90％を失うのにかかる時間で表される（301日移動平均、逆対数スケール）。

ハイパーインフレーション（英語: Hyperinflation。日本ではハイパーインフレとも呼ばれる）とは、経済学で非常な加速をみせるインフレーションのことを指す。すべての商品の価格が上昇し、現地通貨の実質的な価値が急速に失われていく。これにより、人々はその通貨の保有額を最小限に抑え、より安定した外国通貨（最近では米ドルが多い）に切り替えようとする。
価格は通常、他の比較的安定した通貨に対して安定している。ハイパーインフレーションでは、名目価格物価上昇のプロセスが長引き過去の市場価格を調べない限り一般には気づかないような低インフレとは異なり、商品の名目コスト、マネーサプライが急速かつ継続的に増加する。しかし一般的には、人々が切り下げられた通貨をできるだけ早く手放そうとするため、一般的な物価水準はマネーサプライよりもさらに急速に上昇する。そうすると、実質的なマネーストック（流通しているお金の量を物価水準で割ったもの）は大幅に減少する。
古典派を中心に通貨発行によって賄われた政府の財政赤字によって引き起こされているという主張がある。一方、ハイパーインフレーションは、戦争やその余波、社会的政治的動揺、総供給量の崩壊や輸出価格の下落など、政府が税収を集めるのが困難になるような危機など、政府予算に何らかのストレスがかかった場合に起こることが多いとされる。実質税収の急激な減少に加え、政府支出を維持する必要性が高く、外国からの借金ができない、あるいはしたくないという状況になると、その国はハイパーインフレーションに陥ると主張している。

## 定義

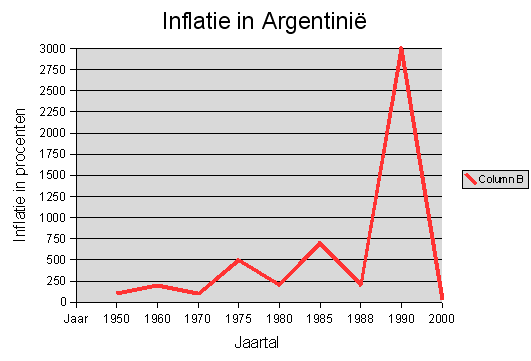
アルゼンチンのハイパーインフレ

アメリカ合衆国の経済学者、フィリップ・D・ケーガンは、ハイパーインフレーションは「インフレーション率が毎月50％を超えること」と定義している。毎月のインフレ率50％が継続すると、一年後には物価が129.75倍に上昇することになる。すなわち、インフレ率12875％である。一方で、国際会計基準の定めでは「3年間で累積100％以上の物価上昇」をハイパーインフレの定義としている。
ハイパーインフレの発生は、通貨を媒介とした交換経済の麻痺や不確実性の高まり によって、生産活動や投資への意欲を喪失させることで、国民経済に重大な影響をもたらす。
ハイパーインフレは主に、経済の提供可能な水準を超えて政府がシニョリッジの獲得を図る時に発生する。この時、マネーサプライが中央銀行にとって外生的に決まってしまい、もはや中央銀行は物価を抑えこむことが出来なくなる。シニョリッジ獲得のために貨幣を刷って名目貨幣残高を増やした場合、インフレーションを伴うのでシニョリッジは実質で見ると目減りすることになる。貨幣を刷るほどに、インフレによるこの目減りが加速度的に増加するため、政府が獲得可能な実質のシニョリッジには上限が存在する。この上限に達した状況から、政府がさらなるシニョリッジを求めて貨幣を刷った場合、インフレが一層昂進して政府は目的としたシニョリッジを確保することができない。それで、ますます貨幣を刷ってシニョリッジを獲得しようとすると、その結果インフレがさらに昂進して…、という悪循環に陥ることになる。これがハイパーインフレーションである。この種類のハイパーインフレは、政府の政策が変更されるという予測が、人々に形成されるまで継続する可能性がある。
実際に、ハイパーインフレーションが起こるのは、敗戦や革命といった時期であることが多く、フランス革命の時に起こった、アッシニア紙幣の増刷によるインフレーションを、歴史上最初のハイパーインフレとする説もある。
金塊や銀塊の地金に通貨価値を固定する本位制では、基本的にハイパーインフレは発生しないが、開戦などにより本位制は停止されることが多く、この際に、管理通貨制度に移行し戦時財政が野放図になってしまったり、敗戦により多額の賠償が発生する（おそれがある）場合、通貨信用は喪失され急激で一時的なハイパーインフレが発生する。敗戦や革命以外においても、ある国の経済市場が信認を失うことでハイパーインフレが発生することがある。これは中南米などラテン諸国やロシア東欧諸国で発生した性質のもので、領域経済の成長を期待した域外諸国市場による投資が長年にわたり行われたものの、その成果が十分でなく投資に対する不信感・不安感が醸成された結果として、当該国通貨が暴落し購買力を急速に失うという現象である。
この場合の通貨暴落は、市場による均衡過程であり、比較的短期間による急激な調整ののちインフレ率は安定する傾向にある。しかし19世紀から20世紀初頭の欧州ラテン諸国では国民の大量の移民や離散をまねき、長期的な経済の低迷やインフレの継続を招いた。

## 要因
田中秀臣は「歴史的な経験から見てハイパーインフレの原因は、主に深刻な財政赤字をファイナンスするためのシニョリッジの利用、その帰結としての急激な貨幣成長率にある」とし「『不況を解消するために行われた金融政策が原因でハイパーインフレが起きた』という歴史的経験は存在しない」と指摘する。
北野浩一はシニョリッジと徴税制度の観点について言及し、課税申告は1年や3カ月など時期を区切ってなされるが、課税金額は特定の時点において計算されるため、たとえば1年でインフレ率が100％の場合、一年前の課税額は現在の価値で半分となるため、このような環境下では政府はさらにシニョリッジに依存することになり、結果さらに高いインフレーションを生むという自己増殖的プロセスを辿ると指摘する。またラテンアメリカの事例では、インフレに連動するように設定された賃金や年金など（インデクゼーション制度）の採用により高インフレ下でも国民の需要が減ることによるインフレの終息という過程が発生せず、物価の上昇が持続的となり、スパイラルを強めて加速することにつながったと指摘する。
若田部昌澄はハイパーインフレが先進国で起きるのは稀であり、社会が混乱状態に陥るときに起きやすいと指摘する。飯田泰之は「ハイパーインフレが起きる国は二通りだけである。通貨発行主体の継続性が疑われた場合、例えば外国に占領されるんじゃないかという場合と、すでに占領されてしまった場合。つまり、国が崩壊する、革命、戦争という状況下に起こりえるものである」と指摘している。

## 例
18世紀のフランス革命直後のハイパーインフレ、19世紀の南北戦争直後のアメリカ合衆国のハイパーインフレなど、歴史的には巨額の戦費調達によって生じた例が記録されている。20世紀初頭にも、第一次世界大戦直後では、敗戦後のドイツ帝国で1兆倍、帝政が終わったロシア帝国で600億倍のハイパーインフレが発生している。
トーマス・サージェントは、1982年の論文『四大インフレーションの終焉（The Ends of Four Big Inflations）』において、第一次世界大戦後にハンガリー（1922年 - 1924年）、オーストリア（1922年 - 1923年）、ポーランド（1921年 - 1924年）、ドイツ（1922年 - 1923年）で生じたハイパーインフレーションを分析した。これらのハイパーインフレが生じた共通の原因は、戦争・革命等による国内生産の低下による供給能力の不足、第一次世界大戦の賠償金支払いなどに伴う財政赤字の急膨張であり、不換紙幣である政府紙幣の発行による、財政赤字のファイナンスであった。
これらのハイパーインフレは最終的には、独立した中央銀行の創設、均衡政府予算に向けての一連の措置、金本位制の復帰を通じて終息している。中央銀行が財政赤字をファイナンスすることを拒否し、政府が財政赤字を民間への国債の売却或いは外国からの借入れでファイナンスすることを決めた直後に終息した。サージェントは、ハイパーインフレが終息したのは、その国が政府が財政赤字を補填する財政・金融政策のあり方を変更させたからであるとしている。ハイパーインフレは、財政再建計画を伴った貨幣成長率の管理によってほとんどが終息している。
ほかに、歴史的に有名なハイパーインフレーションの例として、アルゼンチン、ジンバブエがある。
南アメリカやアフリカの国家では、政府の財政赤字を国外からの借り入れによってファイナンスする手法をとっていた。その後、世界の債権国がデフォルトを予期し、その国家の貸し付けを停止する事態が起きた。結果、政府が通貨発行によるシニョリッジに依存し、財政赤字ファイナンスを行うことによって、ハイパーインフレーションが発生した。

### ドイツ

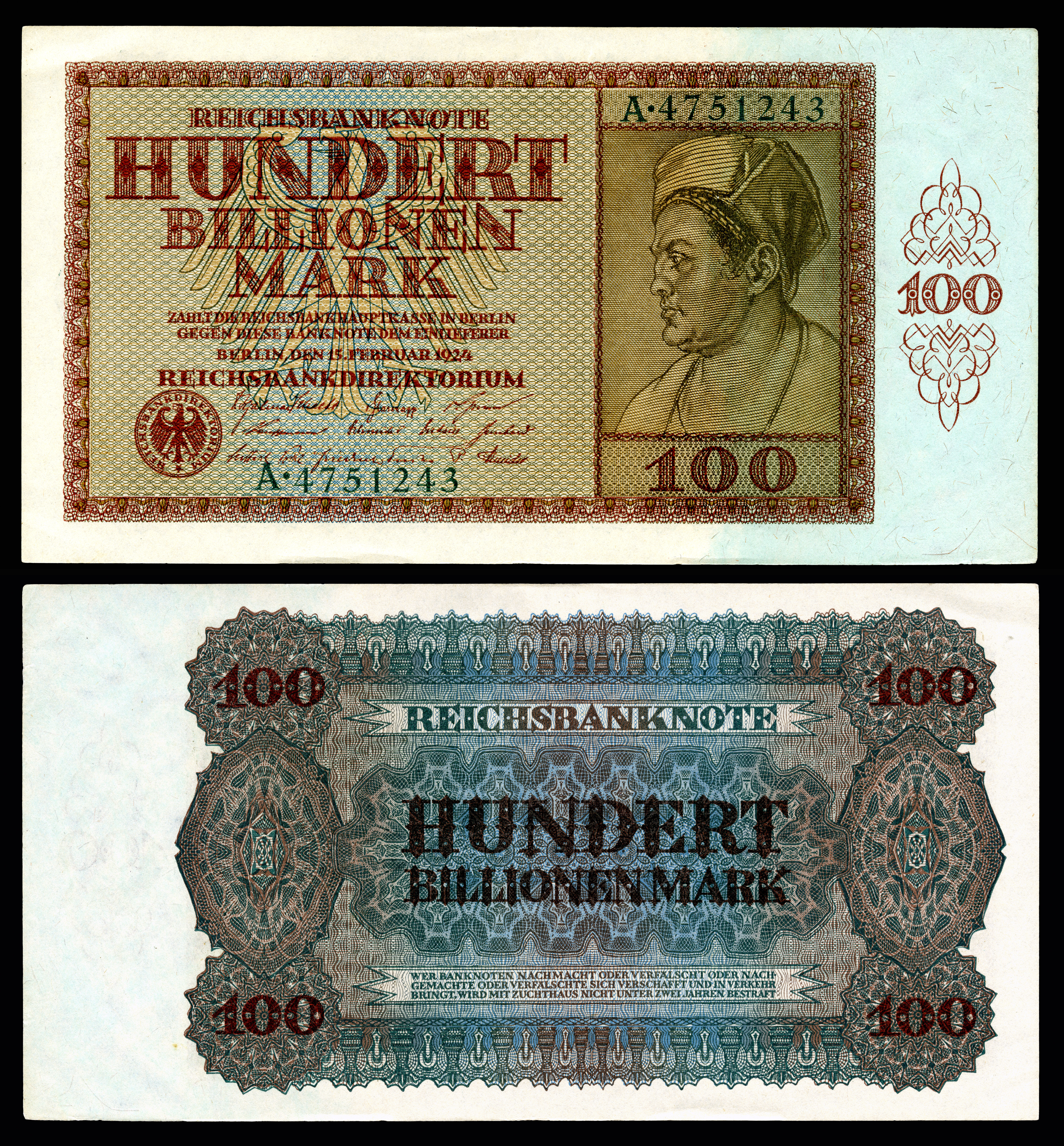
1924年に発行された100兆パピエルマルク紙幣。前年末に行われた1:1兆のデノミネーションにより、100レンテンマルクの緊急紙幣として使用された。

1914年、ドイツ帝国は第一次世界大戦勃発後に金本位制から離脱、マネーサプライは戦時中4倍に膨れ上がった。
第一次世界大戦後、ドイツ経済は戦時体制と長らく続いたドイツ封鎖によって疲弊していた。さらに連合国のヴェルサイユ条約によって、1320億金マルクの賠償金支払いが課された。これはドイツの支払い能力を大きく上回っており、また外貨で支払うことが要求されていたため、賠償金の支払いは滞った。

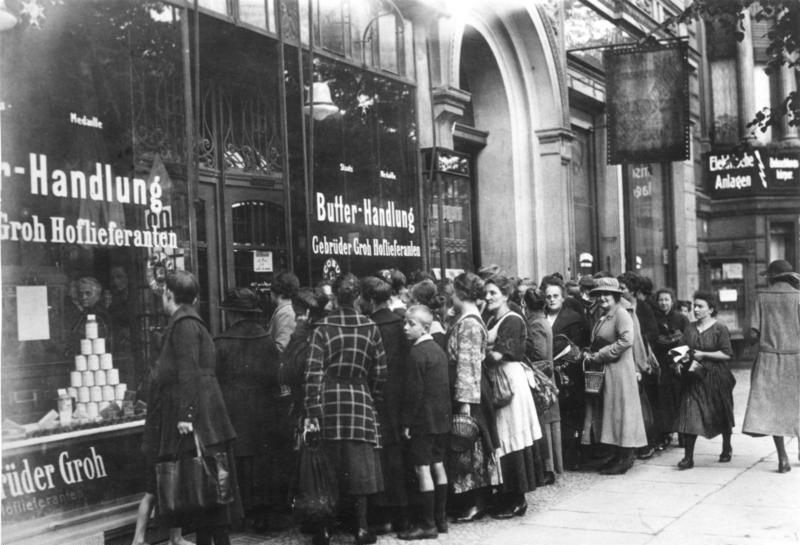
刻一刻とマルクの価値が下がるため、食料品店に殺到する市民
(1923年 ベルリン）

1923年1月11日、フランス・ベルギーはイギリスの反対を押し切り、ドイツ屈指の工業地帯であり地下資源が豊富なルール地方を占領した。占領に対しドイツ政府は受動的な抵抗運動を呼びかけ、ストライキに参加した労働者の賃金は政府が保証した。既に第一次世界大戦中よりドイツではインフレーションが進行していたが、抵抗運動に伴う財政破綻によって致命的な状況へと導かれ、ルール工業地帯の供給能力を失ったために、空前のハイパーインフレが発生した。
同年6月までに、マネーサプライは大戦前の2000倍に増加し、一般物価水準は25000倍を超えていた。マルクは1年間で対ドルレートで7ケタ以上も下落するインフレーションとなり、パン1個が1兆マルクとなるほどの状況下で、100兆マルク紙幣も発行されるほどであった。このため、この時期のマルクは「パピエルマルク（紙屑のマルク）」と呼ばれる。紙幣が額面ではなく重さで取引（事実上秤量貨幣化）されたり、紙幣の印刷を急ぐために片面印刷にしたり、既に流通している紙幣の額面を証紙やゴム印などで修正するなど、通常の状態では考えられないような事態が発生した。
またこのハイパーインフレを「ユダヤの紙吹雪」 と呼ぶ反ユダヤ主義的な陰謀論も流行り、アドルフ・ヒトラーらがミュンヘン一揆を起こしたのもハイパーインフレの危機が収束するかしないかという時期であり（1923年11月8日）、左派による地方政府掌握が発生するなど、混乱はドイツ中に広がっていた。
第一次世界大戦後のドイツのハイパーインフレでは、酒場の客は、値段が上がらないまだ早い時間のうちに、数杯のビールを一度に注文したとされる。
1923年10月15日、ヒャルマル・シャハトドイツ帝国銀行総裁主導により、レンテンマルク導入が発表されたことでインフレーションはほぼ停止し、物価も安定した（レンテンマルクの奇跡）。レンテンマルクは不動産や工業機械を担保とするレンテン債権と兌換できる、レンテン銀行が発行する銀行券であり、1金マルクと同じ価値を持つとされていたが、法定通貨ではなかった。
やがて1レンテンマルクは1兆パピエルマルクと交換されることになり、事実上のデノミネーションが行われた。翌1924年にはアメリカが賠償金支払いプロセスに参加し、ドイツに融資を行うドーズ案が採択された。この資金を元にライヒスマルクが発行され、ドイツは戦時中以来離脱していた金本位制に復帰した。ドイツは相対的安定期と呼ばれる経済回復期を迎え、ヴァイマル共和政が倒れることはなかった。
しかし1929年の世界恐慌によってドイツ経済は再び崩壊した。インフレーションの再来を怖れる民衆や財界は、大規模な財政出動に反対していた。ハインリヒ・ブリューニング内閣は、この状況に対してデフレーション政策で臨んだが、状況は改善されなかった。1933年には失業率は、44%に達した。
旧来の政治勢力は民衆からの期待を失い、ヴェルサイユ体制打破を掲げるアドルフ・ヒトラーによるナチ党の権力掌握を招いた。ナチス・ドイツ体制期においては、政府支出の拡大、メフォ手形など非公式なものを含む政府債の拡大政策が行われたが、これらの累積は、貨幣市場への圧迫をもたらすものであった。ドイツの経済当局は賃金や物価の上昇について厳しく押さえつけることで、インフレーションを抑制しようとした。

### オーストリア
第一次世界大戦の敗戦国であるオーストリアは、その戦後賠償金をファイナンスするために政府・中央銀行が貨幣を発行し、シニョリッジを利用した事が、ハイパーインフレの引き金を引いた。これによって、オーストリアは月率50%、年率1000%をはるかに上回った。オーストリアのハイパーインフレは1922年8月に停止した。

### ハンガリー
第一次世界大戦後にオーストリアから独立したハンガリーにも激しいインフレが襲った。独立直後に導入されたハンガリー・コロナの通貨価値は激しく下落し、1925年のペンゲー導入まで続いた。
第二次世界大戦後にはより激しいハイパーインフレが発生した。ペンゲーは後期の16年間で貨幣価値が1垓3000京分の1 になったが、20桁以上のインフレーションは1946年前半の半年間に起きたものである。大戦後、1945年末までは対ドルレートが指数関数的に増大しつつもインフレ率はほぼ一定であったが、1946年初頭からはインフレ率そのものが指数関数的に増大した。別の表現でいえば、物価が2倍になるのにかかる時間が、1か月、1週間、3日とだんだんと短くなっていったということである。当時を知るハンガリー人によると、一日で物価が2倍になる状況でも市場では紙幣が流通しており、現金を入手したものは皆、すぐに使ったという。
1946年に印刷された10垓 ペンゲー紙幣（紙幣には10億兆と書かれている）は歴史上の最高額面紙幣であったが、発行はされていない。実際に発行された最高額面紙幣は1垓 ペンゲー紙幣（紙幣には1億兆と書かれている）である。このハンガリーのインフレは、最悪のインフレーションとしてギネスブックに記録されている。1946年8月、ハンガリーのハイパーインフレはフォリントの導入によって収束した。
1948年のハンガリーのハイパーインフレでは、労働者は1日に3回に分けて給料を貰い、給料が無価値にならないように小切手を現金化しようとする労働者の妻たちが、一日中職場と銀行の間を往復していたとされる。

### アルゼンチン
1988年、過剰な通貨供給が原因で年率5000倍のハイパーインフレが発生する。1989年には対前年比50倍の物価上昇が見られ、1991年にドルペッグ制のアルゼンチン・ペソを導入（カバロプラン）するまで、経済が大混乱となり、庶民のタンス預金は紙屑同然となった。1993年にはインフレ率は年率7.4%に沈静化した（ラプラタの奇跡）。
その後、固定相場制を維持した結果、急激なペソ高によって貿易不振となり経済が停滞、アルゼンチン政府は2001年11月14日に債務不履行宣言をする。2002年には固定相場制を廃止し、変動相場制への移行とインフレターゲットの導入を行った。2002年にはインフレ率は40%に達したが翌年には年率3.8%に沈静化する。

### ブラジル
1986年から1994年までの8年間に、2兆7500億分の1のハイパーインフレーションが生じた。ブラジル政府は、1993年12月に「レアルプラン」を発表し、ドルペッグの通貨レアルの導入を1994年7月に行いインフレを終息させた。

### ロシア
第一次大戦からロシア革命期、帝政ロシア政府は1914年の開戦から1918年6月までに541億ルーブルの戦費を支出しており、これは1913年の経常歳出の17.6年分に相当するものであった。これらは政府短期証券、国債、外債の発行などで賄われていたが、1917年10月革命で成立したソビエト（ボリシェビキ）政権は帝政ロシア時代に内外で発行された国債の債務放棄を宣言し国立銀行券の増発で歳費の調達を始めたため、ソ連では1913年物価水準に対して1924年2月には171億倍にまで増加した。一方でボリシェヴィキ政府の債務放棄宣言にもかかわらず帝政ロシアが発行した外債の金利は急騰せず価格も暴落しなかった。これは国際投資家がロシア革命が短期で終わる可能性をみており、あるいは国際金融市場での資金調達の再開にともない帝政ロシアの債務に関しても何らかの義務を負わざるをえないという見方をとっていたからである。
経済学者ジョン・メイナード・ケインズによれば、レーニンはこのインフレについて「資本主義を破壊する最善の方法は、通貨を堕落させることだ。政府はインフレを継続することで、密かに、気づかれることなく、国民の富のうち、かなりの部分を没収できる。」と述べたという。その後ルーブルは、1924年4月までに3回のデノミが行われ、ロシアのインフレは沈静化した。
ソ連崩壊後のロシアでは、政府による強制貯蓄制度の中止、中央政府の生産指令の停止、コメコン体制の崩壊による物資の不足、通貨ロシア・ルーブルの下落などによって経済が混乱し、ハイパーインフレが起きた。1992年の物価上昇率は、前年比で26倍となった。1992年にインフレ率は2150%を記録したが、1996年にはIMFの融資・指導の結果インフレは収束した。物価上昇率は1993年には10倍、1994年には3.2倍と沈静化していった。しかし、1998年のアジア通貨危機の影響を受け、外貨が大量に流出し財政が危機的状況となり、通貨切り下げと対外債務の支払いの延期を宣言、再び深刻なインフレに陥った。

### ユーゴスラビア

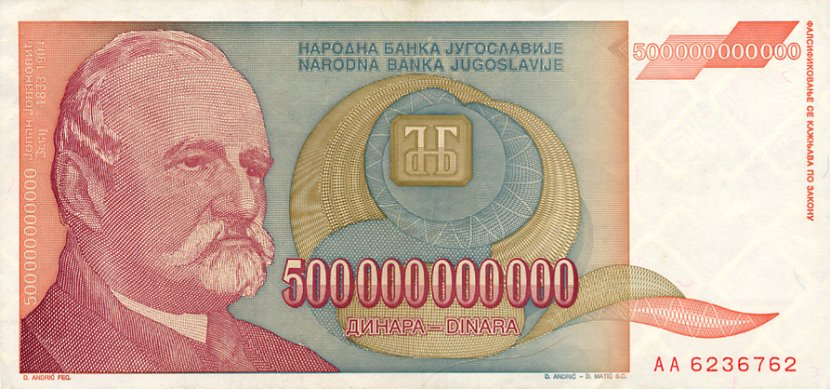
5000億ディナール紙幣 (1993)

ユーゴスラビアではもともとインフレ率が高かったが、1989年に爆発的なインフレーションが発生した。これはいったん収まるが、その後のユーゴスラビアの解体とユーゴスラビア紛争の時期にふたたびインフレーションが発生し、1993年には116兆パーセントの超ハイパーインフレーションが発生した。ユーゴスラビア・ディナールは何度も切り下げられ、5000億ディナール紙幣も発行された。

### ジンバブエ

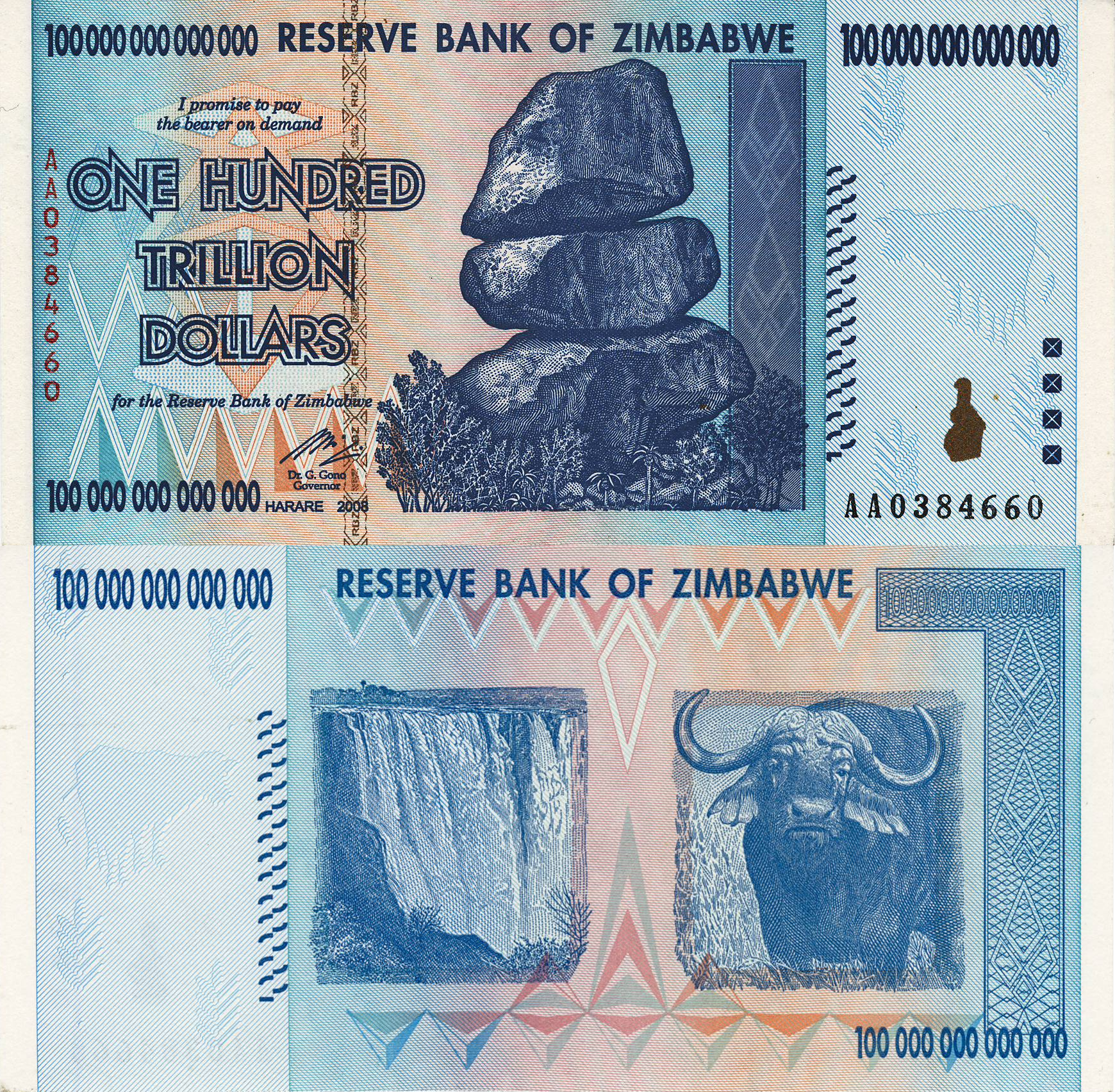
100兆ジンバブエドル紙幣

ジンバブエでは、独立後から旧支配層に対して弾圧的な政策を実施。ロバート・ムガベ大統領は、2000年に白人の所有する土地を強制収用する法律を成立させ、2007年に外資系企業に対し、株式の過半数を強制的に政府に譲渡するという法律を成立させた。
国内の白人農家を国外へ追い出したその結果、自国の主産業であった農業が崩壊、さらに旱魃(かんばつ)が追い討ちをかけ、国内で極度の物不足が発生した。治安の悪化も重なり、富裕層が国外へ流出する結果となった。こうした傾向はインフレーションに拍車をかけ、2000年代に入ると経済が機能不全に陥る猛烈なインフレーションに直面することとなった。
2000-2007年の7年間に通貨供給量は130万倍に達し、物価は650万倍に上昇した。2008年7月のジンバブエのインフレ率は、2億311.5万%となった。
2008年時点で年率220万%に達し、同8月にジンバブエ準備銀行は、通貨を切り下げるデノミネーションを行った。その後のインフレーションの影響で9月30日に2万ジンバブエ・ドルの発行など、デノミネーション後に20種類の紙幣を発行し、同12月19日に100億ジンバブエ・ドル紙幣を発行した。最近8年間で23桁以上のインフレーションとなっていて、うち2008年だけで約14桁、9月から3か月で約10桁のインフレーションとなり、最終的には『100兆ジンバブエ・ドル紙幣』が発行された。
さらに2009年2月2日、1兆ジンバブエドルを1ジンバブエドルに、桁数にして12桁を切り下げるデノミネーション措置を講じた。結局同年2月にジンバブエ政府は、公務員給与を米ドルで支払うと発表し、紙屑同然のジンバブエ・ドルが公式には流通しなくなり、4月12日にはジンバブエドルの流通停止と、アメリカ合衆国ドルおよび南アフリカランドなどの外貨導入により、自国通貨の放棄を発表することを余儀なくされた。その後、外貨の使用に伴ってインフレーションは沈静化し、デフレーションとなった。
ジンバブエのインフレーションの特徴としては、インターネット社会によって、世界中の人々が素早く物価上昇に関する情報が入手できた点が挙げられる。

### ベネズエラ
世界屈指の原油埋蔵量を誇るベネズエラは、原油が輸出全体の9割を占めていたが、2015年に原油価格が急落するとベネズエラ経済が危機に陥った。2015年のインフレーション率は98.3％、2016年のインフレ率は700%に達した。2008年から2016年までのボリバル・ソベラノ累積インフレ率は2,000%を超えている。2018年7月23日国際通貨基金は、2018年末にボリバル・ソベラノのインフレ率が100万%に達する旨の見解を発表した。先の見えない経済と治安の混乱で国民生活は疲弊し、2019年6月時点で400万人以上が、国境を越えて南アメリカ各国（コロンビア:約130万人、ペルー:76.8万人、チリ:28.8万人、エクアドル:26.3万人、アルゼンチン:13万人、ブラジル:16.8万人）へ流出したと推測されている。